# Martijn Keizer
Martijn Keizer (Muntendam, 25 maart 1988) is een Nederlands voormalig wielrenner.
Keizer stond bekend als een hardwerkende renner, die menig kopman naar de overwinning heeft geholpen en veel voor zijn ploeg deed. Zijn specialisme was tijdrijden, maar ook bergop was hij iemand om rekening mee te houden. In de Ronde van Italië van 2012 reed Keizer in zes etappes in de kopgroep van de dag. Dit leidde niet tot etappewinst. Zijn beste prestatie was een achtste plaats in de twaalfde etappe. 
Van 2007 tot 2010 kwam Keizer uit voor het Rabobank Continental Team.
Nadat Vacansoleil-DCM eind 2013 ophield te bestaan, lukte het Keizer niet een nieuwe, professionele ploeg te vinden. Hij besloot daarop een amateurcontract te tekenen bij het Belgische Veranclassic-Doltcini, om zich weer in de kijker van een profploeg te rijden. Op 25 februari 2014 tekende hij echter een contract bij Belkin Pro Cycling, dat vanwege het drukke wedstrijdschema op zoek was naar nog een aanwinst voor de ploeg. Zijn contract bij Veranclassic-Doltcini werd ongedaan gemaakt. Bij zijn nieuwe ploeg werd Keizer vooral ingezet om de kopmannen te helpen in de grote rondes. Hij was onder andere de vaste luitenant van Steven Kruijswijk in de Giro van 2016. Eind 2017 kreeg Keizer geen contractverlenging en heeft hij besloten te stoppen met wielrennen. In het voorjaar van 2018 heeft Keizer nog verschillende nationale klassiekers gereden voor de Noordelijke Wielervereniging Groningen om na een overwinning in mei van dat jaar definitief de fiets aan de haak te hangen.

## Overwinningen
2003
 Nederlands kampioen tijdrijden, Nieuwelingen
2005
 Nederlands kampioen tijdrijden, Junioren
2006
 Nederlands kampioen tijdrijden, Junioren
2007
2e etappe Ronde van de Haut-Anjou
Eind- en jongerenklassement Ronde van de Haut-Anjou
2010
Jongerenklassement Circuit des Ardennes
2e etappe (klimtijdrit) Ronde van Bretagne
Proloog Circuito Montañés
 Nederlands kampioen tijdrijden, Beloften
Bergklassement Kreiz Breizh Elites
2011
Boucles de l'Aulne
2013
Bergklassement Ster ZLM Toer

## Resultaten in voornaamste wedstrijden
| Jaar | Ronde van Italië | Ronde van Frankrijk | Ronde van Spanje |
| ---- | ---------------- | ------------------- | ---------------- |
| 2011 |                  |                     | 153e             |
| 2012 | 126e             |                     | 102e             |
| 2013 | 101e             |                     |                  |
| 2014 | 67e              |                     | 80e              |
| 2015 | 56e              |                     | 153e             |
| 2016 | 101e             |                     | 137e             |
| 2017 | 116e             |                     |                  |

| Jaar | Luik-Bast.‑Luik | Ronde van Lombardije | Waalse Pijl |
| ---- | --------------- | -------------------- | ----------- |
| 2011 |                 |                      |             |
| 2012 |                 |                      | opgave      |
| 2013 |                 |                      |             |
| 2014 | 122e            | opgave               |             |
| 2015 |                 |                      |             |
| 2016 |                 |                      |             |
| 2017 |                 |                      |             |

## Ploegen
- 2007 –  Rabobank Continental Team
- 2008 –  Rabobank Continental Team
- 2009 –  Rabobank Continental Team
- 2010 –  Rabobank Continental Team
- 2011 –  Vacansoleil-DCM Pro Cycling Team
- 2012 –  Vacansoleil-DCM Pro Cycling Team
- 2013 –  Vacansoleil-DCM Pro Cycling Team
- 2014 –  Veranclassic-Doltcini (tot 28-02)
- 2014 –  Belkin-Pro Cycling Team (vanaf 1-3)
- 2015 –  Team LottoNL-Jumbo
- 2016 –  Team LottoNL-Jumbo
- 2017 –  Team LottoNL-Jumbo